# Partido Accesibilidad Sin Exclusión
El Partido Accesibilidad Sin Exclusión es un partido político costarricense, de ideología conservadora y humanista fundamentado en luchar por los derechos de las personas con discapacidad. En sus inicios se estableció como partido provincial en la capital, San José.

## Historia
Se fundó a mediados del 2004, mediante una consulta a personas con discapacidad y adultos mayores, a escala provincial, en San José. Fue inscrito ante el Tribunal Supremo de Elecciones de Costa Rica el 21 de agosto del 2005.
En las elecciones del domingo 5 de febrero de 2006, obtuvieron un diputado, Óscar López Arias. El PASE fue de los partidos que se opusieron al Tratado de Libre Comercio con EE. UU., mayor coyuntura de la política costarricense en los últimos años.

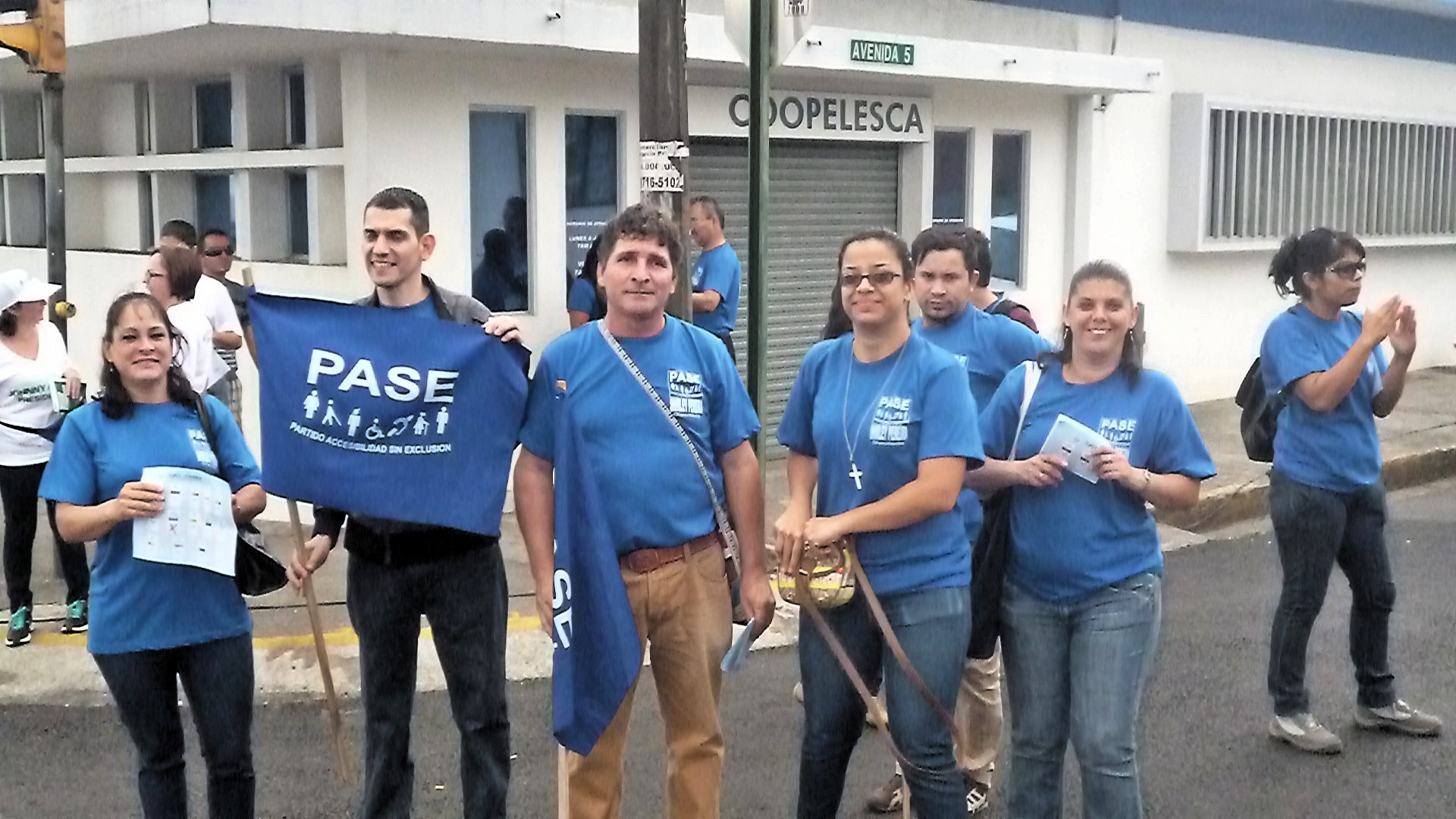
Simpantizantes de partido durante las elecciones de 2014.

En el año 2008 el diputado Oscar López Arias se pronuncia en contra a un proyecto de ley destinado a extender reconocimiento civil a las parejas homosexuales de Costa Rica.
En el 2009 el partido logró inscribirse a escala nacional postulando como candidato presidencial a Oscar López, siendo el primer no vidente en Latinoamérica en ser candidato presidencial de un país [cita requerida], obteniendo alrededor del 1% de los votos presidenciales, pero cuatro diputados en la Asamblea Legislativa de Costa Rica. López fue posteriormente candidato a alcalde de San José, quedando de tercero tras los candidatos Johnny Araya Monge del Partido Liberación Nacional y Gloria Valerín Rodríguez del Partido Acción Ciudadana.
El Tribunal Supremo de Elecciones (TSE) investiga si fueron ficticios los alquileres de vehículos que el PASE cobró al erario, por ¢312 millones, dentro de la deuda política correspondiente a las elecciones del 2010.
En 2013, reeligió a Óscar López como su presidente por cuatro años más y como candidato presidencial. La fracción legislativa del PASE dio su apoyo a la candidatura presidencial de Johnny Araya Monge, el candidato del entonces oficialista Partido Liberación Nacional.
En el período legislativo 2014-2018 se une al denominando «Bloque cristiano» de partidos políticos de la Asamblea, constituido por cinco diputados de partidos conservadores. En las elecciones municipales de 2016 el partido obtiene dos alcaldes, al igual que en las anteriores, reteniendo la alcaldía de Liberia, provincia de Guanacaste y de Paraíso de Cartago. En las Elecciones presidenciales de Costa Rica de 2018 con López nuevamente como candidato presidencial obtiene 0.38% de los votos y pierde su único escaño legislativo. A partir del 2018 el partido inició conversaciones con otras fuerzas políticas de derecha como Nueva Generación, Alianza Demócrata Cristiana, Renovación Costarricense, Republicano Social Cristiano, Movimiento Libertario, Unidos Podemos y un sector de la Unidad Social Cristiana para negociar una coalición conservadora para las elecciones de 2022 pero estas no fructificaron y la coalición fue descartada.

## Elecciones presidenciales
| Elecciones presidenciales |                   |        |       |          |
| Año                       | Candidato         | Votos  | %     | Posición |
| 2010                      | Óscar López Arias | 36 104 | 1.91% | 5°       |
| 2014                      | Óscar López Arias | 10 336 | 0.50% | 9°       |
| 2018                      | Óscar López Arias | 7 533  | 0.35% | 12°      |
| 2022                      | Óscar López Arias | 12 418 | 0.59% | 11°      |

## Elecciones legislativas
|  | 1.59 % |

|  | 9.05 % |

|  | 3.97 % |

|  | 2.26 % |

|  | 1.49 % |